# Patrick Lane (cyclisme)
Patrick Lane, né le 29 août 1991 à Carlton, est un coureur cycliste australien.

## Palmarès et résultats

### Palmarès par année
- 2009
  - 3e de la Baw Baw Classic
- 2010
  - 3e étape du Tour of Geelong
- 2011
  - 5e étape du Tour du Frioul-Vénétie julienne
  - 2e étape du Tour de Thuringe (contre-la-montre par équipes)
  - 2e du Tour de Wellington
- 2015
  - 3e du National Capital Tour
- 2016
  - Grafton to Inverell Classic
  - 3e étape du Tour of Gippsland
  - 3e du championnat d'Australie sur route
  - 3e du Tour of Gippsland

### Classements mondiaux
| Année            | 2011 |
| ---------------- | ---- |
| UCI Oceania Tour | 8e   |
| UCI Europe Tour  | 544e |